# Česká fotbalová liga 1997/1998
Sezóna 1997/98 ČFL byla 5. sezónou v samostatné české fotbalové lize. Vítězství a postup do 2. fotbalové ligy 1998/1999 si zajistil tým FK Mladá Boleslav. Týmy SK Český Brod, FK DROPA Pardubice a SC Xaverov Horní Počernice sestoupily do divize.

## Tabulka
| Poř. | Tým                               | Z  | V  | R  | P  | VG | OG | B  |
| ---- | --------------------------------- | -- | -- | -- | -- | -- | -- | -- |
| 1.   | FK Mladá Boleslav (N)             | 34 | 19 | 7  | 8  | 41 | 26 | 64 |
| 2.   | FK Pelikán Děčín                  | 34 | 19 | 5  | 10 | 57 | 36 | 62 |
| 3.   | FC Dukla B                        | 34 | 16 | 9  | 9  | 74 | 40 | 57 |
| 4.   | AC Sparta Praha B                 | 34 | 15 | 11 | 8  | 50 | 32 | 56 |
| 5.   | SK Spolana Neratovice             | 34 | 15 | 9  | 10 | 40 | 34 | 54 |
| 6.   | FC Turnov                         | 34 | 16 | 5  | 13 | 50 | 41 | 53 |
| 7.   | TJ Kaučuk Kralupy nad Vltavou (N) | 34 | 13 | 12 | 9  | 40 | 26 | 51 |
| 8.   | FK Jiskra Otavan Třeboň (N)       | 34 | 15 | 5  | 14 | 52 | 56 | 50 |
| 9.   | AFK Sokol Semice (N)              | 34 | 13 | 7  | 14 | 46 | 37 | 46 |
| 10.  | VT Chomutov                       | 34 | 11 | 10 | 13 | 41 | 42 | 43 |
| 11.  | SK Slavia Praha B                 | 34 | 13 | 4  | 17 | 43 | 49 | 43 |
| 12.  | SK Sparta Krč                     | 34 | 13 | 4  | 17 | 40 | 59 | 43 |
| 13.  | 1. FC Plzeň                       | 34 | 11 | 9  | 14 | 45 | 50 | 42 |
| 14.  | EMĚ Mělník                        | 34 | 11 | 9  | 14 | 34 | 51 | 42 |
| 15.  | FK Admira/Slavoj                  | 34 | 11 | 8  | 15 | 40 | 52 | 41 |
| 16.  | SK Český Brod                     | 34 | 10 | 7  | 17 | 42 | 57 | 37 |
| 17.  | FK DROPA Pardubice (S)            | 34 | 8  | 11 | 15 | 38 | 60 | 35 |
| 18.  | SC Xaverov Horní Počernice        | 34 | 5  | 12 | 17 | 31 | 56 | 27 |

Poznámky:
- Z = Odehrané zápasy; V = Vítězství; R = Remízy; P = Prohry; VG = Vstřelené góly; OG = Obdržené góly; B = Body;  (S) = Mužstvo sestoupivší z vyšší soutěže;  (N) = Mužstvo postoupivší z nižší soutěže (nováček)

|  | 2. česká fotbalová liga 1998/99 |
|  | Sestup                          |

## Soupisky mužstev

### FK Mladá Boleslav
Radek Cimbál (-/0),
Jiří Malík (-/0),
J. Pechanec (-/0),
Michal Šilhavý (-/0) -
Luboš Barták (-/0), 
Milan Bouda (-/2),
Petr Čermák (-/2),
Josef Hyka (-/0),
Igor Čič (-/0),
Milan Karn (-/0),
Aleš Kohout (-/7),
L. Kubeš (-/0),
Pavel Lukáš (-/0),
Josef Matějovský (-/0),
Jan Míl (-/2),
František Mirabile (-/2),
Petr Niklfeld (-/4),
Karel Pokorný (-/3),
Pavel Saidl (-/1),
Vladimír Sedláček (-/2),
Josef Sojka (-/1),
Jiří Šindelář (-/0),
Václav Štěpán (-/0),
Jiří Tymich (-/3),
Aleš Vaněček (-/5),
Josef Vinš (-/4)
Karel Vokál (-/4) -
trenér Karel Stanner

### FK Pelikán Děčín
David Allert (-/0),
Aleš Bílkovský (-/0),
Pavel Raba (-/0),
R. Vadimský (-/0) -
Karel Andok (-/0),
Aleš Bednář (-/12),
Tomáš Čížek (-/0),
David Filinger (-/4),
Karel Hanzálius (-/0),
Rostislav Hertl (-/6),
J. Holakovský (-/0),
Martin Chýle (-/4),
Vladimír Kargl (-/1),
Daniel Koranda (-/0),
Stanislav Krejčík (-/1),
J. Kubeš (-/0),
Jiří Ludvík (-/0),
J. Majer (-/0),
M. Myška (-/1),
Miroslav Paták (-/3),
Petr Pejša (-/2),
Pavel Pergl (-/5),
Pavel Putík (-/4),
P. Runt (-/6),
R. Šimek (-/2),
Vlastimil Šmalcl (-/0),
V. Vašák (-/0),
Pavel Vašíček (-/4),
P. Vavřička (-/1) -
trenér  Martin Pulpit

### FC Dukla Příbram B
O. Csaplár (-/0),
K. Mička (-/0),
Roman Solnař (-/0) -
Manuel Avedikian (-/5),
Slobodan Avrič (-/0),
Václav Černý (-/0),
Radek Čížek (-/0),
David Filinger (-/4),
Michal Hoffmann (-/9),
Tomáš Janů (-/1),
Marek Kincl (-/5),
Luboš Knoflíček (-/5),
Martin Kokšál (-/12),
Karel Krejčí (-/6),
Tomáš Kukol (-/3),
Michal Macek (-/1),
T. Macek (-/2),
T. Marek (-/0),
Marek Mucha (-/1),
Radek Mynář (-/4),
David Nehoda (-/1),
Miloš Nepovida (-/2),
Libor Polomský (-/3),
Roman Pučelík (-/1),
Jiří Rychlík (-/1),
Jiří Svojtka (-/1),
Hynek Talpa (-/4),
Radim Truksa (-/0),
Petr Vonášek (-/2),
Luděk Vyskočil (-/2),
A. Weiner (-/0) -
trenér Josef Csaplár

### AC Sparta Praha B
Jiří Bobok (-/0),
M. Mojžíš (-/0),
Michal Špit (-/0),
Zdeněk Trmal (-/0) -
Martin Arazim (-/2),
Ivan Čabala (-/1),
M. Čihák (-/0),
Jiří Dohnal (-/2),
Viktor Dolista (-/4),
P. Hájek (-/0),
David Hrubý (-/4),
David Kopta (-/3),
Roman Kolín (-/0),
Petr Lukáš (-/8),
D. Mojžíš (-/0),
J. Novák (-/0),
Radek Petrák (-/1),
Michal Pospíšil (-/1),
Petr Prokop (-/2),
Peter Slicho (-/7),
Marek Stratil (-/5),
Milan Šafr (-/8),
Michal Ščasný (-/0),
Karel Tošnar (-/0) -
trenér Dušan Uhrin mladší

### SK Spolana Neratovice
David Lomský (-/0),
Václav Rathouský (-/0)
Martin Svoboda (-/0) -
K. Dvořák (-/0),
Tomáš Fingerhut (-/0),
Josef Gabčo (-/12), 
Pavel Grznár (-/2),
Miroslav Jirka (-/4),
J. Kočárek (-/1),
Zbyněk Kočárek (-/2), 
Luděk Kokoška (-/0),
Petr Krištůfek (-/2),
Karel Machač (-/0),
Jiří Maruška (-/0),
J. Mašek (-/3),
Martin Matlocha (-/7),
Martin Pazdera (-/0),
H. Rybák (-/0),
M. Řepka (-/1),
M. Sourada (-/1),
P. Šejc (-/0),
Jaroslav Škoda (-/2),
Václav Ušák (-/2),
Antonín Valtr (-/1),
L. Vlk (-/0) -
trenér Luboš Urban

### SK Český ráj Turnov
Zbyněk Hauzr (-/0),
Petr Koubus (-/0) –
Zdeněk Beňo (-/4)
Milan Bouda (-/2),
Petr Bulíř (-/4),
Richard Culek (-/3),
Pavel Čapek (-/1),
J. Housa (-/1),
Jiří Houžvička (-/0),
M. Jeník (-/0),
Petr Jirásko (-/2),
Milan Kleprlík (-/1),
Roman Leitner (-/5),
Jan Nečas (-/0),
Pavel Negru (-/7),
Radomír Riedl (-/0),
David Sládeček (-/8),
M. Svoboda (-/0),
Zdeněk Vacek (-9),
Pavol Vaškovič (-/0),
P. Vítek (-/0),
Benjamin Vomáčka (-/3) –
trenéři Milan Ulihrach a Tomáš Nosek

### TJ Kaučuk Kralupy nad Vltavou
Jiří Lindovský (-/0),
V. Slezák (-/0),
V. Stránský (-/0) -
Jiří Andrušák (-/0),
D. Bárta (-/6),
F. Blažek (-/0),
J. Faifr (-/0),
Stanislav Hejkal (-/3),
Z. Hlásek (-/2),
Lukáš Hodan (-/0),
Miroslav Chytra (-/0),
M. Liška (-/2),
O. Mačuda (-/2),
Jan Machara (-/1),
Michal Mára (-/0),
F. Novák (-/0),
Tomáš Pařízek (-/0),
J. Pleticha (-/0),
P. Sedláček (-/3),
Petr Svoboda (-/0),
Radek Šelicha (-/3),
František Šimek (-/1),
D. Šolle (-/0), 
R. Vojč (-/0),
Milan Záleský (-/2),
T. Zimmermann (-/5),
David Zoubek (-/9) -
trenéři Stanislav Procházka a Antonín Šimek

### FK Jiskra Otavan Třeboň
M. Dvořák (-/0),
T. Skála (-/0) -
J. Beneda (-/3),
T. Bílek (-/0),
Michal Fojtík (-/1),
Jan Gažák (-/0),
V. Kocourek (-/8),
Robert Kochlöfl (-/2),
Radim Kokeš (-/0),
Jozef Kostelník (-/3),
Marek Kroneisl (-/0),
Bronislav Křikava (-/3),
M. Mašek (-/4),
O. Matouš (-/0),
Zdeněk Mikoláš (-/11),
V. Moravec (-/0),
Zdeněk Pahr (-/7),
Jan Pasák (-/0),
M. Šulc (-/3),
P. Šulc (-/1),
M. Švec (-/0),
D. Vácha (-/1),
Evžen Vohák (-/2), 
Milan Vrzal (-/2) -
trenéři Jindřich Dejmal a Jiří Jurásek

### AFK Sokol Semice
Radek Cimbál (-/0),
M. Eichler (-/0),
Radek Chadima (-/0),
T. Tykva (-/0) -
Jan Cempírek (-/5),
Zdeněk Doležal (-/0),
Jiří Dozorec (-/1),
D. Dvořák (-/0),
Tibor Fülöp (-/1),
Petr Grund (-/6),
Daniel Hevessy (-/1),
František Jakubec (-/4),
P. Jareš (-/0),
V. Jíra (-/0),
Roman Jůn (-/3),
Martin Kacafírek (-/1),
M. Manhart (-/0),
R. Marušák (-/0),
Jiří Maruška (-/3),
Marek Němec (-/0),
P. Novák (-/0),
L. Novotný (-/1),
R. Novotný (-/0),
J. Pavliš (-/0),
Ladislav Prošek (-/1),
Jaroslav Semecký (-/1),
Tomáš Semecký (-/7),
Jakub Slunéčko (-/1),
Václav Sosnovský (-/1),
M. Svoboda (-/4),
David Šindelář (-/1),
M. Šmejkal (-/0),
Karel Vokál (-/4) -
trenér Jiří Dozorec

### VT Chomutov
Martin Luger (-/0),
Radek Zaťko (-/0) -
Marian Bedrich (-/0), 
M. Březina (-/3),
Jaroslav Ferenčík (-/0),
Svatopluk Habanec (-/4),
S. Hadji (-/0),
Jaroslav Hauzner (-/7),
M. Hlaváček (-/0),
D. Holeček (-/1),
R. Hůrka (-/0),
Pavel Kareš (-/1),
Zdeněk Kotalík (-/8),
Kubínek (-/1),
Jiří Kvítek (-/1),
F. Pajer (-/1),
Karel Rezek (-/1),
Seman (-/3),
J. Sláma (-/0),
S. Šebek (-/3),
Martin Šourek (-/1),
Zdeněk Urban (-/2),
David Vajc (-/1),
Martin Vašina (-/2),
Pavel Veleman (-/1),
Radek Vytrlík (-/0),
F. Žikeš (-/0) -
trenéři Miroslav Pavlov a Přemysl Bičovský

### SK Slavia Praha B
J. Kratina (-/0),
M. Myška (-/0),
Michal Václavík (-/0) -
J. Benda (-/0),
J. Bošanský (-/1),
M. Brabec (-/0),
Pavel David (-/6),
J. Durdis (-/0),
P. Dvořák (-/0),
Jan Fíček (-/1),
Filip Herda (-/2),
M. Hocek (-/0),
Martin Hyský (-/1),
Marek Isteník (-/0),
Lukáš Jarolím (-/3),
Jaromír Jindráček (-/1),
Tomáš Kalán (-/2),
Tomáš Kučera (-/3),
Vladimír Labant (-/1),
Jiří Lerch (-/0),
Tomáš Majdloch (-/0),
Václav Paleček (-/0),
D. Pašek (-/0)
Martin Pazdera (-/0),
Adam Petrouš (-/2),
J. Pfleger (-/0),
Samir Pinjo (-/1),
Martin Pohořelý (-/3),
P. Sedláček (-/0),
Václav Spal (-/1),
Filip Stibůrek (-/0),
Jiří Šádek (-/0), 
Daniel Šebor (-/0),
J. Šmíd (-/0),
Jiří Štajner (-/5),
Ivo Ulich (-/1),
Jaroslav Veltruský (-/7) -
trenéři Jiří Šusta a Miroslav Stárek

### SK Sparta Krč
Jan Blažka (-/0),
Štěpán Kolář (-/0),
Bogdan Štefanovič (-/0),
Petr Voženílek (-/0) -
V. Drašnar (-/0),
R. Duda (-/5),
Tomáš Havlíček (-/0),
T. Herynek (-/0),
J. Hyský (-/0),
T. Josefík (-/0),
J. Kačerovský (-/0),
P. Kletečka (-/1),
Karel Kocián (-/6),
L. Kurucz (-/4),
M. Lafek (-/2),
Tomáš Mašek (-/2),
P. Moravec (-/4),
J. Novák (-/2),
L. Olmr (-/1),
P. Pařízek (-/0),
J. Pavlík (-/0),
Petr Pavlík (-/0),
Ondřej Prášil (-/3),
Alexandr Samuel (-/4),
P. Svoboda (-/1),
Jan Šimr (-/0),
Vladimír Šimr (-/1),
J. Vokřínek (-/0),
P. Volek (-/1) -
trenéři Jaroslav Kohout a Jiří Hamřík

### 1. FC Plzeň
Pavel Mizera (-/0),
M. Šatra (-/0) -
Petr Andrlík (-/4),
Petr Dlesk (-/0),
R. Fiala (-/6),
Z. Folprecht (-/0),
M. Hackr (-/1),
P. Holeček (-/0),
D. Hořínek (-/0),
J. Hudeček (-/0),
M. Chaluš (-/1),
Dalibor Kostohryz (-/0),
A. Prokš (-/11),
Z. Přibyl (-/0),
Michal Salák (-/0),
M. Sihelský (-/0),
Libor Smetana (-/6),
Martin Smíšek (-/4),
J. Sýkora (-/1),
Jiří Šámal (-/1),
Jiří Šanda (-/9),
Vít Turtenwald (-/1),
R. Vyleta (-/0) -
trenéři Otakar Dolejš a Jiří Lopata

### EMĚ Mělník
Josef Bejr (-/0),
M. Bryscejn (-/0),
M. Šporka (-/0) -
Bílek (-/1),
T. Brych (-/4),
Burda (-/1),
T. Fidler (-/0),
R. Hlavica (-/2),
Aleš Kejmar (-/2),
T. Kozel (-/0),
P. Kožíšek (-/0),
J. Králík (-/0),
Tomáš Krejčík (-/2),
B. Matouš (-/1),
M. Minár (-/0),
J. Minárek (-/0),
Roman Nádvorník (-/0),
J. Novotný (-/1),
Josef Pechr (-/3),
M. Pospíšil (-/0),
T. Průcha (-/0),
Tomáš Pšenička (-/0),
H. Rybák (-/1),
Petr Rydval (-/1),
Radek Schweinert (-/0),
S. Stanislav (-/1),
D. Šimon (-/1),
David Šindelář (-/6),
Miroslav Štěpánek (-/1),
Švejdík (-/1),
P. Tichý (-/1),
Libor Tomášek (-/1),
Michal Voljanskij (-/1),
Petr Zuskin (-/0) -
trenéři Pavel Dobeš a Michal Jelínek

### FK Admira/Slavoj
Petr Králíček (-/0),
J. Mašín (-/0),
Oldřich Meier (-/0) -
Jiří Bezpalec (-/0),
M. Bronec (-/0),
J. Cacák (-/7),
J. Dvořák (-/0),
P. Chalupník (-/1),
Michal Jiráň (-/4),
R. Kabrna (-/1),
František Kollár (-/7),
Petr Krištůfek (-/5),
Radek Kronďák (-/0),
V. Kubányi (-/1),
M. Kučera (-/2),
P. Macháček (-/0),
Richard Margolius (-/1),
T. Marko (-/0),
Martin Mašek (-/3),
Vitězslav Mojžíš (-/0),
T. Petrák (-/0),
V. Říha (-/0),
K. Sluka (-/0),
M. Starý (-/0),
Miroslav Vápeník (-/0),
Vašíček (-/0),
Marek Vomáčka (-/3),
Zdeněk Vopat (-/5),
Jiří Weisser (-/1),
Jan Zelenka (-/0) -
trenér František Mysliveček a František Adamíček

### SK Český Brod
J. Černý (-/0),
P. Králíček (-/0),
Pavel Průša (-/0) -
J. Bouma (-/0),
Petr Bulíř (-/1),
Cvetanov (-/0),
M. Dlouhý (-/1),
Karel Dobš (-/0),
A. Dvořák (-/2),
Aleš Foldyna (-/3),
Martin Forejt (-/1),
Daniel Hevessy (-/1),
A. Hofman (-/0)
Karel Kadlec (-/0),
Petr Kaulfus (-/3),
Aleš Kejmar (-/0),
Boris Kočí (-/1),
Petr Kotora (-/0),
Richard Margolius (-/1),
Petr Nekolný (-/0),
M. Nikolov (-/0),
J. Novák (-/0),
Novotný (-/7),
Tomáš Pěnkava (-/3),
M. Pilát (-/0),
Radim Povýšil (-/0),
Ladislav Prošek (-/0),
Vladimír Sadílek (-/2),
Josef Sojka (-/1),
P. Svoboda (-/0),
Daniel Šimberský (-/0),
M. Šmejkal (-/1),
Michal Štefančík (-/1),
Radim Truksa (-/4),
Roman Veselý (-/5), 
Jaroslav Vodička (-/1),
Radek Vomočil (-/1),
Jaroslav Vrábel (-/0),
L. Zvonič (-/0) -
trenér Josef Hloušek a Miroslav Starý

### FK DROPA Pardubice
Libor Gerčák (-/0),
P. Hrubeš (-/0),
Martin Schejbal (-/0) –
Aleš Brychnáč (-/0),
J. Burda (-/0),
Vladimír Cibulka (-/0),
P. Čelůstka (-/2),
Martin Danihelka (-/1),
Oldřich David (-/0),
Dončev (-/1),
Dušan Dvořák (-/2),
Jan Franek (-/1),
M. Hampl (-/2),
Libor Hanousek (-/1),
J. Hartman (-/0),
Lukáš Hlava (-/0),
Lukáš Hodan (-/1),
Jedlička (-/0),
Josef Kaufman (-/7),
Marek Kopecký (-/3),
Pavel Korytář (-/0),
Ondřej Kumpan (-/1),
Roman Kyral (-/6),
Michal Meduna (-/1),
Radek Mikan (-/1),
Jaromír Pařízek (-/0),
V. Pařízek (-/3),
Roman Pavelka (-/2),
Filip Pecháček (-/0),
M. Petrák (-/0),
Antonín Spěvák (-/0),
Viktor Švestka (-/0),
Jan Uhlíř (-/4) –
trenér Jiří Dunaj

### SC Xaverov Horní Počernice
Milan Sova (-/0),
Petr Víšek (-/0) -
Jan Barták (-/1),
Petr Bartejs (-/2),
Petr Bílek (-/0),
Pavel Borovec (-/5),
M. Dlouhý (-/3),
František Douděra (-/1),
Miroslav Držmíšek (-/0),
M. Fialka (-/0),
J. Charvát (-/0),
David Jehlička (-/1),
L. Jelínek (-/0),
Petr Kašťák (-/1),
Kyral (-/1),
Marek Ladomerský (-/4),
Jiří Ludvík (-/0),
David Lukeš (-/2),
L. Mašek (-/1),
Matoušek (-/0),
Oliva (-/1),
Gustáv Ondrejčík (-/5),
Pavel Saidl (-/0),
Aleš Unger (-/1),
Z. Vávra (-/0),
Marek Vomáčka (-/1),
Aleš Zikmund (-/0) -
trenéři Ján Kemko a Miroslav Držmíšek